# Th (диграф)
Th, th — диграф, используемый в письменностях нескольких языков, использующих латиницу.
- В латыни обозначает звук [t] и используется в словах заимствованных, главным образом греческого происхождения, для передачи греческой буквы тета (Θ)[1].
- В английском языке обозначает звуки [ð] и [θ]. Ранее вместо диграфа использовалась англосаксонская буква торн (Þ).